# Колласъярви (мемориал)
Мемориал «Ко́лласъярви» — историко-мемориальный комплекс в Суоярвском районе Карелии, посвящённый павшим в советско-финских войнах 1939—1940 и 1941—1944 годов советским и финским воинам.
Мемориал расположен вблизи посёлка Лоймола, в 30 км к западу от Суоярви по автодороге А131. На территории мемориала выявлено 15 захоронений, погибших в боях 1939—1940 (Битва при Колле), 1941 и 1944 годов советских и финских воинов. Часть захоронений представляет братские могилы.
Территория мемориального комплекса занимает площадь 3100 га, в его окрестностях создана зона охраняемых земель исторического и культурного назначения.
В 1960-е годы, вблизи автодороги, был установлен обелиск павшим воинам 65-й Новгородской гвардейской стрелковой дивизии, сражавшейся здесь летом 1944-го. В конце 1990-х годов рядом с обелиском установлен памятный знак финским воинам от правительства Финляндии.